# Boston and Skegness (circonscription britannique)
Circonscription parlementaire de la Chambre des communes
La circonscription de Boston and Skegness est une circonscription parlementaire britannique située dans le Nottinghamshire, et représentée à la Chambre des communes du Parlement britannique depuis 2015 par Matt Warman du Parti conservateur.

## Members of Parliament
| Élection | Élection | Membre,               | Membre, | Parti        |
| -------- | -------- | --------------------- | ------- | ------------ |
|          | 1997     | Sir Richard Body (en) |         | Conservateur |
|          | 2001     | Mark Simmonds         |         | Conservateur |
|          | 2015     | Matt Warman           |         | Conservateur |

## Élections

### Élections dans les années 2010
| Parti         | Parti                | Candidat             | Voix   | %     | ±     |
| ------------- | -------------------- | -------------------- | ------ | ----- | ----- |
|               | Conservateur         | Matt Warman          | 31,963 | 76,7  | +13.1 |
|               | Travailliste         | Ben Cook             | 6,342  | 15,2  | −9.8  |
|               | Libéral Démocrate    | Hilary Jones         | 1,963  | 4,7   | +2.9  |
|               | Indépendant          | Peter Watson         | 1,428  | 3,4   | N/A   |
| Majorité      | Majorité             | Majorité             | 25,621 | 61,5  | +22.9 |
| Participation | Participation        | Participation        | 41,696 | 60,1  | −2.6  |
|               | Conservateur retenir | Conservateur retenir | Swing  | +11.4 |       |

| Parti         | Parti                | Candidat             | Voix   | %    | ±     |
| ------------- | -------------------- | -------------------- | ------ | ---- | ----- |
|               | Conservateur         | Matt Warman          | 27,271 | 63,6 | +19.8 |
|               | Travailliste         | Paul Kenny           | 10,699 | 25,0 | +8.5  |
|               | UKIP                 | Paul Nuttall         | 3,308  | 7,7  | −26.1 |
|               | Libéral Démocrate    | Philip Smith         | 771    | 1,8  | −0.5  |
|               | Green                | Victoria Percival    | 547    | 1,3  | −0.6  |
|               | Blue Revolution      | Mike Gilbert         | 283    | 0,7  | N/A   |
| Majorité      | Majorité             | Majorité             | 16,572 | 38,6 | +28.6 |
| Participation | Participation        | Participation        | 42,879 | 62,7 | −1.9  |
|               | Conservateur retenir | Conservateur retenir | Swing  | +5.7 |       |

| Parti         | Parti                    | Candidat             | Voix   | %     | ±     |
| ------------- | ------------------------ | -------------------- | ------ | ----- | ----- |
|               | Conservateur             | Matt Warman          | 18,981 | 43,8  | −5.7  |
|               | UKIP                     | Robin Hunter-Clarke  | 14,645 | 33,8  | +24.3 |
|               | Travailliste             | Paul Kenny           | 7,142  | 16,5  | −4.2  |
|               | Libéral Démocrate        | David Watts          | 1,015  | 2,3   | −12.4 |
|               | Green                    | Victoria Percival    | 800    | 1,8   | N/A   |
|               | Independence from Europe | Chris Pain           | 324    | 0,7   | N/A   |
|               | Indépendant              | Peter Johnson        | 170    | 0,4   | N/A   |
|               | The Pilgrim Party        | Lyn Luxton           | 143    | 0,3   | N/A   |
|               | BNP                      | Robert West          | 119    | 0,3   | −5.0  |
| Majorité      | Majorité                 | Majorité             | 4,336  | 10,0  | −18.8 |
| Participation | Participation            | Participation        | 43,339 | 64,6  | +3.5  |
|               | Conservateur retenir     | Conservateur retenir | Swing  | −15.0 |       |

| Parti         | Parti                | Candidat             | Voix   | %    | ±     |
| ------------- | -------------------- | -------------------- | ------ | ---- | ----- |
|               | Conservateur         | Mark Simmonds        | 21,325 | 49,4 | +3.2  |
|               | Travailliste         | Paul Kenny           | 8,899  | 20,6 | −11.1 |
|               | Libéral Démocrate    | Philip Smith         | 6,371  | 14,8 | +6.1  |
|               | UKIP                 | Christopher Pain     | 4,081  | 9,5  | −0.1  |
|               | BNP                  | David Owens          | 2,278  | 5,3  | +2.9  |
|               | Indépendant          | Peter Wilson         | 171    | 0,4  | N/A   |
| Majorité      | Majorité             | Majorité             | 12,426 | 28,8 | +14.7 |
| Participation | Participation        | Participation        | 43,125 | 61,1 | +2.2  |
|               | Conservateur retenir | Conservateur retenir | Swing  | +7.0 |       |

### Élections dans les années 2000
| Parti         | Parti                | Candidat             | Voix   | %    | ±     |
| ------------- | -------------------- | -------------------- | ------ | ---- | ----- |
|               | Conservateur         | Mark Simmonds        | 19,329 | 46,2 | +3.3  |
|               | Travailliste         | Paul Kenny           | 13,422 | 32,1 | −9.5  |
|               | UKIP                 | Richard Horsnell     | 4,024  | 9,6  | +7.8  |
|               | Libéral Démocrate    | Alan Riley           | 3,649  | 8,7  | −3.7  |
|               | BNP                  | Wendy Russell        | 1,025  | 2,4  | N/A   |
|               | Green                | Marcus Petz          | 420    | 1,0  | −0.3  |
| Majorité      | Majorité             | Majorité             | 5,907  | 14,1 | +12.8 |
| Participation | Participation        | Participation        | 41,869 | 58,8 | +0.5  |
|               | Conservateur retenir | Conservateur retenir | Swing  | +6.4 |       |

| Parti         | Parti                | Candidat             | Voix   | %    | ±     |
| ------------- | -------------------- | -------------------- | ------ | ---- | ----- |
|               | Conservateur         | Mark Simmonds        | 17,298 | 42,9 | +0.5  |
|               | Travailliste         | Elaine Bird          | 16,783 | 41,6 | +0.6  |
|               | Libéral Démocrate    | Duncan Moffatt       | 4,994  | 12,4 | −4.2  |
|               | UKIP                 | Cyril Wakefield      | 717    | 1,8  | N/A   |
|               | Green                | Mark Harrison        | 521    | 1,3  | N/A   |
| Majorité      | Majorité             | Majorité             | 515    | 1,3  | −0.1  |
| Participation | Participation        | Participation        | 40,313 | 58,4 | −10.6 |
|               | Conservateur retenir | Conservateur retenir | Swing  | −0.1 |       |

### Élections dans les années 1990
| Parti         | Parti                                  | Candidat        | Voix   | %    | ±     |
| ------------- | -------------------------------------- | --------------- | ------ | ---- | ----- |
|               | Conservateur                           | Richard Body    | 19,750 | 42,4 | −8.4  |
|               | Travailliste                           | Philip McCauley | 19,103 | 41,0 | +12.8 |
|               | Libéral Démocrate                      | Jim Dodsworth   | 7,721  | 16,6 | −4.4  |
| Majorité      | Majorité                               | Majorité        | 647    | 1,4  | N/A   |
| Participation | Participation                          | Participation   | 46,574 | 68,9 | N/A   |
|               | Conservateur vainqueur (nouveau siège) |                 |        |      |       |